# Max Crawford
Pour les articles homonymes, voir Crawford.
Max Crawford, né le 6 août 1936 à Lubbock, au Texas, et mort le 7 octobre 2010 à Missoula, dans le Montana, est un écrivain américain de roman policier.

## Biographie
Diplômé en économie de l’Université du Texas à Austin, il s’oriente cependant vers une carrière d’écrivain, conjugué à ses débuts à de nombreux petits métiers. Il déménage à Mexico, où il réside un temps dans le quartier de Zona rosa, avant de revenir en Californie. Ayant obtenu une bourse de la Wallace Stegner Fellowship, il entre à l’université Stanford.
En 1975, il publie un premier roman, intitulé Waltz Accros Texas, qui est finaliste de l’Edgar du meilleur premier roman d'un auteur américain. Traduit dans la collection Série noire en 1994 sous le titre Une valse au Texas, ce roman narre l’histoire de Sugar Campbell, un paumé de retour dans son Texas natal, qui se voit offrir un travail de tueur à gages. Ce roman dense et sombre raconte l’histoire d’un Texas rural, pauvre et fort, semblable à celui présent dans les romans de Joe R. Lansdale. Crawford poursuit l’écriture et publie onze autres romans. Un deuxième titre intitulé Six Key Cut est traduit à nouveau à la Série noire en 1997.
Crawford déménage à plusieurs reprises au cours de sa vie, vivant tour à tour à Houston, Londres, Pézenas (dans le Languedoc-Roussillon), avant de revenir aux États-Unis où il décède, à Missoula, dans le Montana, en 2010. 
Les romans de Crawford mêlent souvent intrigues policières et récit western. Son écriture, concise, est influencée par le style d'Ernest Hemingway, mais aussi par les œuvres de ses amis écrivains, notamment Larry McMurtry, Raymond Carver et James Crumley.

## Œuvre
- Waltz Across Texas (1975) Publié en français sous le titre Une valse au Texas, traduction de Franck Reichert, Paris, Gallimard, Série noire no 2338, 1994.
- The Backslider (1976)
- The Bad Communist (1979)
- Lords of the Plain (1985)
- Six Key Cut (1986) Publié en français sous le titre Six Key Cut, traduction de Franck Reichert, Paris, Gallimard, Série noire no 2453, 1997.
- Icarus (1988) (avec Michael Koepf)
- Can't Dance (1989)
- The Red & the White (1996)
- Highschoolharry&co. (2000)
- Wing Shot (2001)
- Wamba (2002)
- Eastertown (2003)

## Sources
- Les Auteurs de la Série Noire, 1945-1995, collection Temps noir, Joseph K., 1996, (avec Claude Mesplède), p. 114.